# Billys Dad ist ein Nougatstecher
Billys Dad ist ein Nougatstecher (Originaltitel: Billy’s Dad Is a Fudge-Packer) ist eine Kurzfilm-Komödie aus dem Jahr 2004, geschrieben und gedreht von Jamie Donahue. Der Film ist eine Parodie auf die Aufklärungsfilme aus den 50er Jahren in den USA und zeigt das Leben eines Jungen, der das Älterwerden in einer traditionellen Familie erlebt. Die oberflächlich unschuldige Selbstdarstellung des familiären Lebens der 50er-Jahre wird im Film mit unzähligen sexuellen Anspielungen versehen.
Produziert wurde der Film von der Firma Power Up Films. In Deutschland erschien der Film erstmals auf DVD in der Kurzfilmsammlung Verliebte Jungs – Neue schwule Kurzfilme (25. August 2006), herausgegeben vom Filmverleih Salzgeber, als Original mit deutschem Untertitel.

## Handlung
Billy ist ein Junge, der sich in Vorbereitung auf den Karrieretag der Schule überlegen muss, was er später einmal werden möchte.
Seine Schwester, die in jeder Szene, in der sie gezeigt wird, phallusartige Gegenstände im Mund hat, müsse sich nur darum kümmern, „hübsch zu sein“. Sein Vater arbeitet in einer Süßigkeitenfabrik als „Nougatstecher“ (was in der Jugendsprache für homosexuellen Analverkehr steht) und hat dort „viele Männer unter sich“. Außerdem ist er jederzeit bereit, jemanden „durch die Hintertür zu empfangen“. Seine Frau bekommt Besuch von der kleinen, männlich wirkenden Betty, die sich hervorragend „um die Bedürfnisse jeder Hausfrau in der Gegend“ kümmert. Durch Verwunderung über die zweideutigen Gesten von Betty, der Frau des Gemüsehändlers, verschüttet Billy versehentlich die Milch.
Beim gemeinsamen Abendessen fragt Billy seinen Vater danach, was er eigentlich in der Firma mache. Daraufhin erzählt dieser von seiner Arbeit in der Süßigkeitenfabrik, die den Namen „Sahnige Leckereien“ trägt. Nach zahllosen zweideutigen Anspielungen kommt die Pointe des Kurzfilms zu ihrem Höhepunkt, als Billy seinen Vater fragt, ob Nougatstechen etwas für ihn sein könnte. Dieser antwortet darauf „Es ist noch zu früh, das zu sagen. Es ist noch zu früh.“
An dieser Stelle endet die Binnenhandlung des Films und der „Abspann“ des Aufklärungsfilms wird gezeigt. Hierbei wird insbesondere auf die anderen fiktiven Teile der Serie „Wir zeigen, was richtig ist“ hingewiesen, wie „Warum gibt es schwarze Menschen?“ oder „Für diese Meinung ist kein Platz in unserem freien Land!“